# 伊朗电影
伊朗電影（波斯語：‎）是指伊朗的電影和電影業。伊朗的藝術電影已經獲得了國際聲譽，現在享有壹定的世界知名度. 。
與中國大陸一樣，伊朗也被譽為1990年代電影出口最好的國家之一。一些評論家現在將伊朗列為世界上最重要的國家電影，在藝術上具有重要意義，被邀请與過去幾十年的義大利新現實主義和類似運動進行比較。世界知名的奧地利電影製片人邁克爾·哈內克（Michael Haneke）和德國電影人維爾納·赫爾佐格（Werner Herzog）以及來自世界各地的許多電影評論家都讚揚了伊朗電影作為世界上最重要的藝術電影院之一。